# 1,2-dibroom-3-chloorpropaan
1,2-dibroom-3-chloorpropaan of DBCP, op de markt gebracht onder merknaam Nemagon, is een pesticide die in de jaren '60 van de 20e eeuw op grote schaal werd toegepast in de bananen- en suikerrietteelt.
Nemagon werd uitgevonden om minuscule wormpjes, die zich in de wortels van de bananen nestelen, de plant beschadigen en de vrucht ontkleuren, uit te roeien. In de jaren 60 van de 20e eeuw begonnen enkele transnationale fruitbedrijven, waaronder Dole, Del Monte, Standard (tegenwoordig onderdeel van Dole) en United Fruit (vandaag Chiquita Brands International), het massaal en wereldwijd te gebruiken op bananen-, suikerriet-, ananas- en katoenplantages.
In 1979 werd het product verboden in de VS, toen was bewezen dat het ernstige ziektes veroorzaakte en grondvervuilend was, wat generaties later nog gevolgen zou kunnen hebben.
In Costa Rica werd het gebruik in 1978 verboden, maar in Nicaragua bleef men Nemagón toepassen. De arbeiders moesten zonder enige bescherming werken en dronken van het water dat door de pesticide werd besmet. Velen waren niet op de hoogte van de schadelijke gevolgen onder meer doordat de etiketten van de producten alleen in het Engels waren en niet in het Spaans. Pas in de jaren negentig begon het gevaar aan het licht te komen toen in Chinandega en in gemeenschappen in het westen van Nicaragua kinderen misvormd ter wereld kwamen, vrouwen miskramen kregen en onvruchtbaar werden. In 1995 begon de juridische strijd en kwam de eerste rechtszaak op gang tegen de multinationals. In de documentaire Bananas!* wordt op de situatie in Nicaragua ingegaan.

## Stereochemie
Stereochemisch gezien is de verbinding van belang. Het centrale koolstofatoom heeft vier verschillende substituenten, zodat de verbinding chiraal is. Ook de waterstofatomen aan de eindstandige koolstofatomen zijn diastereotoop (vervanging van het ene waterstofatoom leidt tot een andere verbinding dan vervangen van het andere waterstofatoom met dezelfde substituent). Het gevolg is dat in de NMR de waterstofatomen aan de eindstandige koolstofatomen (-CH2Br en -CH2Cl) elkaar ook opsplitsen.
| 1,2-dibroom-3-chloorpropaan | 1,2-dibroom-3-chloorpropaan |
| --------------------------- | --------------------------- |
| (R)-isomere                 | (S)-isomere                 |